# 阿维达

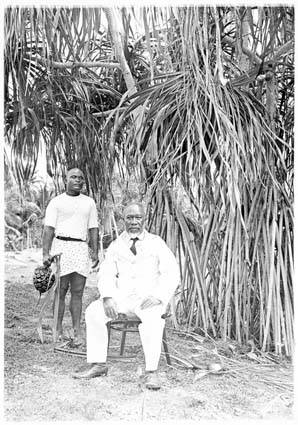
阿维达和王室露兜果保管者

阿维达（瑙鲁语：Aweijeda Jim Naoero，约1850年—1921年）是瑙鲁历史上的一个君主。约1875年起，任瑙鲁国王。约1911年起，兼任瑙鲁首席酋长，直至1921年去世。1878年—1888年，支持他的势力和反对他的势力之间爆发瑙鲁内战。他的儿子摩西·巴拉瑞特继任瑙鲁国王，酋长代蒙继任瑙鲁首席酋长。